# Sauris atrilineata
Sauris atrilineata là một loài bướm đêm trong họ Geometridae.